# Diplazium megistophyllum
Diplazium megistophyllum är en majbräkenväxtart som först beskrevs av Edwin Bingham Copeland och som fick sitt nu gällande namn av Motozi Tagawa.
Diplazium megistophyllum ingår i släktet Diplazium och familjen Athyriaceae. Inga underarter finns listade i Catalogue of Life.